# Кан, Гюстав
Гюстав Кан (фр. Gustave Kahn; 21 декабря 1859, Мец — 5 декабря 1936, Париж) — французский поэт и прозаик-символист, художественный критик, литературовед.

## Биография

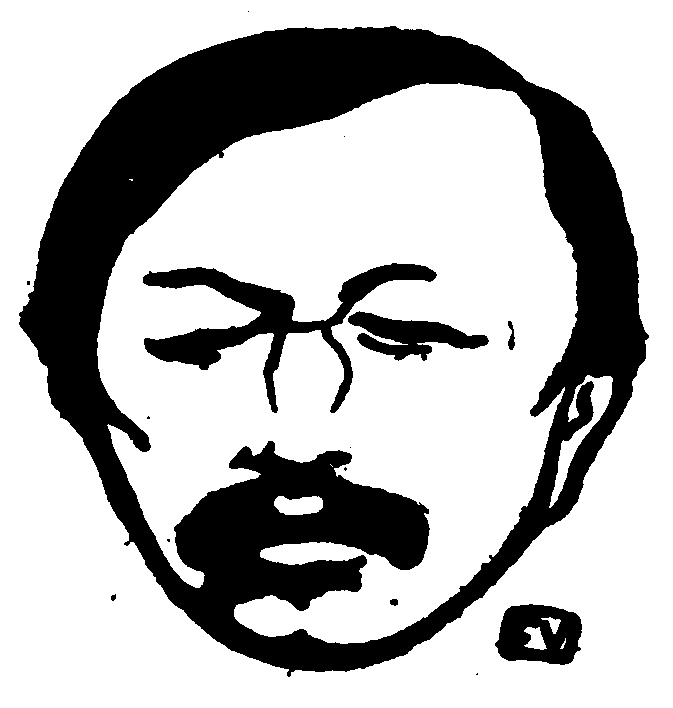
Феликс Валлотон. Портрет Гюстава Кана, помещен в Книге Масок Реми де Гурмона, 1898

Из еврейской семьи. Окончил Школу хартий. Служил в армии в Северной Африке, в 1884 году вернулся во Францию. Входил в круг Малларме, был близок к издательству Меркюр де Франс, принимал активное участие в деятельности одноимённого журнала. Выступал как литературный и художественный критик, поддерживал неоимпрессионизм, был историком и теоретиком символизма, отстаивал верлибр, который развивал и в собственной поэзии.
Похоронен на кладбище Монпарнас.

## Произведения
- Les Palais nomades (1887)
- Chansons d’amant (1891)
- Domaine de fée (1895)
- La Pluie et le beau temps (1896)
- Limbes de lumières (1897)
- Le Livre d’images (1897)
- Premiers poèmes (1897)
- Le Conte de l’or et du silence (1898)
- Les Petites Ames pressées (1898)
- Le Cirque solaire (1898)
- Les Fleurs de la passion (1900)
- L’Adultère sentimental (1902)
- Symbolistes et décadents (1902)
- Odes de la " Raison " (1902)
- Contes hollandais (1903)
- La Femme dans la caricature française (1907)
- Contes hollandais (deuxième série) (1908)
- La Pépinière du Luxembourg (1923)
- L’Aube enamourée (1925)
- Mourle (1925)
- Silhouettes littéraires (1925)
- La Childebert (1926)
- Contes juifs (1926)
- Images bibliques (1929)
- Terre d’Israël (1933)
- Les Origines du symbolisme (1936)

## Стихи Кана на русском языке
На русский язык стихотворения Кана переводили И. Эренбург, И. Тхоржевский, М. Гаспаров, Б. Дубин.

## Признание
Музыку на стихи Кана писал Чарлз Лефлер.